# パームスプリングス国際映画祭
パームスプリングス国際映画祭（パームスプリングスこくさいえいがさい、Palm Springs International Film Festival）は、カリフォルニア州パームスプリングスで開催される映画祭である。

## 概要
1989年に開始され、毎年1月に行われている。また、本映画祭の主催であるパームスプリングス国際映画協会により、毎年6月にパームスプリング国際短編映画祭が開催されている。
ソニー・ピクチャーズ クラシックスの社長のマイケル・バーカーは、本映画祭は外国語映画を紹介するのに適した場所であり、映画の良い評判を広める能力があると説明した。これまで授賞式にはブラッド・ピット、クリント・イーストウッド、ショーン・ペン、ダスティン・ホフマン、アン・ハサウェイ、レオナルド・ディカプリオなどの俳優が登場した。2011年1月の映画祭受賞者はベン・アフレックとダニー・ボイルであった。映画祭のディレクターは、長年シアトル映画祭のディレクターを務めているダリル・マックドナルドである。